# Національний туризм
Національний туризм — це сукупність внутрішнього та зарубіжного (виїзного) туризму, а також стан та розвиток туризму в межах державних кордонів, і визначається як частка туризму в національній економіці в сфері надання невиробничих послуг, також, система координації та співробітництва державних, суспільних, господарських організацій в сфері національної туристичної політики. Вивчення національного туризму дозволяє:
- а) визначити обсяг, структуру, видову та територіальну диференціацію попиту на національні продукти;
- б) визначити обсяг, структуру, галузеву та територіальну диференціацію пропозиції в національному туризмі;
- в) визначити рівень розвитку національної індустрії туризму та рівень задоволення потреб населення в послугах туризму;
- г) оцінити співвідношення попиту та пропозиції на ринках внутрішнього та міжнародного туризму, видових (ринках різних видів та форм туризму, класів обслуговування, ринку послуг гостинності, транспорту, екскурсійних та дозвіллєвих) та територіальних субринках (місцевих ринках різного масштабу тощо);
- ґ) виявити наявні диспропорції в розвитку національного туристичного ринку.

## Джерело
- Сучасні різновиди туризму: навч. посіб. / М. П. Кляп, Ф. Ф. Шандор. — К. : Знання, 2011. — 334 с. — (Вища освіта XXI століття).

Рекомендовано Міністерством освіти і науки, молоді та спорту України (лист №N 1/11-4223 від 26.05.11)
Рекомендовано до друку Вченою радою Ужгородського національного університету (протокол № 2 від 25.02. 2010)
ISBN 978-966-346-854-9 (серія)
ISBN 978-966-346-730-6